# Никита Сеид
Никита Сеид или Сеидский (греч. Νικητας Σειδας) (XII век) —  монах, богослов. Известен своей полемикой против католиков.

## Биография
Никита Сеид приобрел себе известность благодаря своей антикатолической деятельности. В 1112 году он написал сочинение против католического учения. Всего ему принадлежит три трактата адресованных к католикам, в которых он разъясняет исхождение Святого Духа, а также подымает вопрос по поводу опресноков. Никита Сеид указывал католикам на 32 пункта, по которым они обвинялись в отступничестве.
В его время начались споры касательно учения о природе Христа митрополита Евстратия Никейского (1050 — 1120). Никита Сеид написал сочинение против учения Евстратия. Тот же в свою очередь написал два слова в защиту своих идей. По словам Никиты Сеида, этим он только снискал себе больший позор. 26 апреля 1117 года в Константинополе был собран архиерейский собор во главе с патриархом Иоанном IX Агапитом (ум. 1134), на котором Евстратий отказался от своих мыслей, но тем не менее был запрещен в служении.